# Награда Бостонског друштва филмских критичара за најбољу глумицу у главној улози
Награда Бостонског друштва филмских критичара за најбољу глумицу у главној улози (енгл. Boston Society of Film Critics Award for Best (Lead) Actress) признање је које  додељује Бостонско друштво филмских критичара од свог оснивања 1981. године.

## Добитнице

### 1980-е
| Год.  | Глумица        | Филм                           |
| ----- | -------------- | ------------------------------ |
| 1980. | Џина Роуландс  | Глорија                        |
| 1981. | Марилија Пера  | Pixote: The Law of the Weakest |
| 1982. | Мерил Стрип    | Софијин избор                  |
| 1983. | Розана Аркет   | Бејби, то си ти                |
| 1984. | Џуди Дејвис    | Пут за Индију                  |
| 1985. | Џералдина Пејџ | Пут за Баунтифул               |
| 1986. | Клои Веб       | Сид и Ненси                    |
| 1987. | Холи Хантер    | Телевизијске вести             |
| 1988. | Мелани Грифит  | Запослена девојка              |
| 1989. | Џесика Танди   | Возећи госпођицу Дејзи         |

### 1990-е
| Год.  | Глумица             | Филм              |
| ----- | ------------------- | ----------------- |
| 1990. | Анџелика Хјустон    | Варалице Вештице  |
| 1991. | Џина Дејвис         | Телма и Луиз      |
| 1992. | Ема Томпсон         | Хауардов крај     |
| 1993. | Холи Хантер         | Клавир            |
| 1994. | Џулијана Мур        | Вања из 42. улице |
| 1995. | Никол Кидман        | Умрети за         |
| 1996. | Бренда Блетин       | Тајне и лажи      |
| 1997. | Хелена Бонам Картер | Крила голубице    |
| 1998. | Саманта Мортон      | Под кожом         |
| 1999. | Хилари Сванк        | Дечаци не плачу   |

### 2000-е
| Год.  | Глумица          | Филм                     |
| ----- | ---------------- | ------------------------ |
| 2000. | Елен Берстин     | Реквијем за снове        |
| 2001. | Тилда Свинтон    | Љубав без излаза         |
| 2002. | Меги Џиленхол    | Секретарица              |
| 2003. | Скарлет Џохансон | Изгубљени у преводу      |
| 2004. | Хилари Сванк     | Девојка од милион долара |
| 2005. | Рис Видерспун    | Ход по ивици             |
| 2006. | Хелен Мирен      | Краљица                  |
| 2007. | Марион Котијар   | Живот у ружичастом       |
| 2008. | Сали Хокинс      | Безбрижна Попи           |
| 2009. | Мерил Стрип      | Џули и Џулија            |

### 2010-е
| Год.  | Глумица         | Филм                                      |
| ----- | --------------- | ----------------------------------------- |
| 2010. | Натали Портман  | Црни лабуд                                |
| 2011. | Мишел Вилијамс  | Моја недеља са Мерилин                    |
| 2012. | Емануел Рива    | Љубав                                     |
| 2013. | Кејт Бланчет    | Несрећна Џасмин                           |
| 2014. | Марион Котијар  | Два дана, једна ноћ Мрачне улице Менхетна |
| 2015. | Шарлот Ремплинг | 45 година                                 |
| 2016. | Изабел Ипер     | Она Будућност                             |
| 2017. | Сали Хокинс     | Облик воде                                |
| 2018. | Мелиса Макарти  | Можете ли ми икада опростити?             |
| 2019. | Серше Ронан     | Мале жене                                 |

### 2020-е
| Год.  | Глумица        | Филм                        |
| ----- | -------------- | --------------------------- |
| 2020. | Сидни Фланиган | Никад, ретко, понекад, увек |
| 2021. | Алана Хаим     | Пица од сладића             |
| 2022. | Мишел Јео      | Све у исто време            |
| 2023. | Лили Гладстоун | Убиства под цветним месецом |
| 2024. | Мајки Медисон  | Анора                       |